# Albert Salinas Claret
Albert Salinas Claret, conegut als escenaris com a Wooky és un músic català especialitzat en música electrònica. Va irrompre a l'escena electrònica barcelonesa amb la publicació de l'EP The Ark [Lapsus Records, 2010]. Després del seu fitxatge pel prestigiós segell discogràfic spa.RK, Wooky edità l'any 2014 el seu àlbum de debut Montjuïc, un treball que va despertar l'interès de la crítica especialitzada i que el va portar als escenaris d'importants festivals nacionals i internacionals, i també a ser un dels seleccionats de l'última edició de la Red Bull Music Academy Bass Camp.
Codirector de la plataforma multidisciplinària Lapsus (festival, programa de ràdio i segell discogràfic), Wooky compta amb la col·laboració de Videcroatz (Miki Arregui) en l'apartat visual del projecte. Improvisació, gravacions pròpies i animació d'última generació s'uneixen per convertir el seu set AV en una història amb una narrativa única i contundent.